# Braunsdorf (Lutherstadt Wittenberg)
Braunsdorf ist ein Ortsteil von Lutherstadt Wittenberg im Landkreis Wittenberg in Sachsen-Anhalt (Deutschland).

## Geographie
Braunsdorf liegt im Fläming, einem in der Saalekaltzeit geformten Höhenzug. Durch den Ort fließt der Rischebach nach Süden der Elbe entgegen.
Nachbarorte von Braunsdorf sind die Wittenberger Ortsteile Nudersdorf im Norden, Schmilkendorf im Nordosten, Dobien im Südosten, Reinsdorf im Süden und Apollensdorf Nord im Südwesten, sowie der zu Coswig (Anhalt) gehörende Ortsteil Möllensdorf im Westen.

## Geschichte
Braunsdorf wurde urkundlich erstmals 1377 als Brunsdorp erwähnt. Die alte Dorfanlage wurde als Rundling in Hufeisenform um eine kleine Anhöhe mit einer hölzernen Kirche im Mittelpunkt angelegt. Dorf und Kirche wurden im Dreißigjährigen Krieg geplündert und zerstört. Der Ort war 1638 wüst und wurde wohl erst etwa fünfzig Jahre später wieder neu besiedelt. Im Jahr 1687 wurde die neu aufgebaute Kirche eingeweiht und zum Gedenken eine Linde gepflanzt, die bis heute erhalten ist.
Braunsdorf gehörte bis 1815 zum Kurfürstentum Sachsen (seit 1806 Königreich) und war dem Amt, später Kreisamt Wittenberg bzw. dessen Kurkreises zugeordnet. Nach der Niederlage Napoleons fiel der Ort 1816 durch die Beschlüsse des Wiener Kongresses an das Königreich Preußen und wurde Teil des Landkreises Wittenberg in der preußischen Provinz Sachsen.
Am 13. Juni 1935 ereignete sich ein Explosionsunglück im Sprengstoffwerk Reinsdorf, von dem auch das nahegelegene Braunsdorf stark betroffen wurde.
Mit der Auflösung Preußens im Jahr 1947 wurde der Kreis dem neu gebildeten Land Sachsen-Anhalt zugeordnet. Als Folge einer umfangreichen Verwaltungsreform gehörte der Ort von 1952 bis 1990 zum DDR-Bezirk Halle, seitdem wieder zum Land Sachsen-Anhalt.
Braunsdorf besaß zwei durch den Rischebach angetriebene Wassermühlen. Auf dem Grundstück der einen Mühle wurden in der DDR im VEB Leichtbaustoffe Leichtbauplatten hergestellt, in der zweiten Mühle bis 1960 Papier produziert.
Die selbstständige Gemeinde Braunsdorf wurde am 1. Juli 1950 nach Reinsdorf eingemeindet. Braunsdorf ist seit der Eingemeindung Reinsdorfs nach Lutherstadt Wittenberg am 15. Oktober 1993 Ortsteil der Stadt.

## Religion
Braunsdorf gehört zum Kirchspiel Dobien des Evangelischen Kirchenkreises Wittenberg.

## Politik
Seit der Eingemeindung von Reinsdorf nach Lutherstadt Wittenberg verfügen deren drei Ortsteile Reinsdorf, Dobien und Braunsdorf über eine gemeinsame Ortsteilverwaltung mit einem Ortschaftsrat und einem gemeinsamen Ortsbürgermeister als politische Vertretung.

## Kultur und Sehenswürdigkeiten

### Bauwerke
Als Kulturdenkmal sind im Denkmalverzeichnis des Landes Sachsen-Anhalt die Kirche, ein romanischer Saalbau von 1687, sowie als Kleindenkmal ein Distanzstein an der Straße nach Möllensdorf ausgewiesen.
Siehe auch: Liste der Kulturdenkmale in Lutherstadt Wittenberg.

### Naherholung
Der Ortsteil liegt im Naturpark Fläming.

## Wirtschaft und Infrastruktur
Braunsdorf wird durch die Kreisstraße 2011 und örtliche Straßen an das Verkehrsnetz angeschlossen.
Der Ort liegt an der weitgehend stillgelegten Bahnstrecke Lutherstadt Wittenberg–Straach, auf der seit 1959 kein Personen- und seit 1994 nur noch bis Reinsdorf Güterverkehr stattfindet.